# 惡魔獵人5
《惡魔獵人5》是一款由卡普空开发并在PlayStation 4、Xbox One和Microsoft Windows等平台上发行的動作冒險遊戲。本作是《惡魔獵人系列》时隔10年公布的正统第五代，也是繼2013年的《DmC：惡魔獵人》後的最新作，亦是系列继《鬼泣2》之后再次支持中文内容，包括繁简中文。游戏于2018年E3展的微软展前發表會上正式公布，定於2019年3月8日發售。但丁和尼祿以可玩角色的身份回歸。此外，還有一名叫做“V”的可玩角色。

## 遊戲玩法
本作與《惡魔獵人系列》的其他作品相似，都著眼於快節奏的「華麗動作」。玩家要利用各種招式和武器對抗惡魔，之後系統會根據多種因素給予評價，包括連擊和躲避招式。本作中玩家可以操控三名主角，分別是尼祿、但丁與V。
尼祿的裝備大致上與前作相同，同樣為大劍「紅皇后」（Red Queen）與雙管左輪手槍「藍玫瑰」（Blue Rose），不同的是他的右臂「召魔者」（Devil Bringer）断了。取而代之的是一個由妮可設計的機械手臂，名為「破魔者」（Devil Breaker）。其有多項功能，如從遠處抓取敵人或緩速敵人，更為尼祿追加了立體機動的空中攻擊與移動能力。
V可以召喚魔物進行攻擊與移動，魔物分別為黑豹「暗影（Shadow）」、猛禽「格里芬（Griffon）」與巨型惡魔「夢魘（Nightmare）」。暗影擅長近戰攻擊，猛禽可以遠距離釋放雷電，夢魘雖然行動笨拙，但會釋放出強力光束與拳頭擊敗敵人。
與前作相同，本作也有評分系統。當玩家的華麗度達到S時，就會使遊戲戰鬥音樂產生變化。

## 情節

### 設定

尼祿使用「紅皇后」與惡魔對抗

遊戲總監伊津野英昭表示《惡魔獵人5》的故事發生在《惡魔獵人4》的幾年後，主角之一的尼祿加入了但丁的惡魔狩獵工作，其車子更裝飾著但丁給他的「Devil May Cry」霓虹燈標誌。

### 角色
尼祿（Nero）
配音：约翰尼·杨·博斯（美國）；石川界人（日本）
於機動型事務所「Devil May Cry」任職，以擊退惡魔維生的青年。以前曾在魔劍教團擔任騎士，由於是斯巴達之子維吉爾的兒子，因此與斯巴達的血脈有不淺的緣份。
因某事件而被黑衣人奪取了魔腕「召魔者」及魔劍「閻魔刀」，但在妮可的協力下獲得新的兵裝「破魔者」，以對抗開始侵略的惡魔群。
失去了閻魔刀的尼祿的武器全都屬於機械科技的產物，改裝左輪手槍「藍玫瑰」，魔劍教團製作的油門式動能機械大劍「紅皇后」以及類似「召魔者」的多功能機械腕「破魔者」，令尼祿與但丁的作戰風格有了決定性的分別。
但丁（Dante）
配音：魯本‧蘭登（美國）；森川智之（日本）
傳說的，事務所「Devil May Cry」的老闆。
V（V）
配音：布萊恩‧漢福德（美國）；内山昂輝（日本）
全身刺青，拄著拐杖的黑髮青年。但丁和尼祿的委託人，登場時引用手上拿著的書威廉·布萊克的詩「地狱的箴言」的其中一小段：有欲望而无行动者滋生瘟疫。
是位魔獸使，能夠使役魔獸「暗影」、「格里芬」和「夢魘」來進行戰鬥。
維吉爾（Vergil）
配音：丹‧薩烏斯沃斯（美國）；平田廣明（日本）
但丁的兄長及尼祿的父親。劇情開頭以「魔王尤利森」的身分登場，最後尤利森被尼祿一行人打敗後靈魂與V結合而還原成維吉爾。在特別版中作為可操作角色。
妮可蕾塔·戈德斯坦（Nicoletta Goldstein）
配音：菲‧金斯理（美國）；Lynn（日本）
與尼祿一同行動，自稱「兵器藝術家」，其祖母曾為還是以東尼·雷德格瑞夫（Tony Redgrave）為名的但丁製作及設計其招牌雙槍武器「黑檀與象牙」的武器職人尼爾·戈德斯坦（Nell Goldstein）。
她為獨臂的尼祿打造了「對惡魔用義手型兵裝—Devil Breaker」，以不惜犧牲耐久性也要加入的自創結構設計為榮。對自己的作品有著絕對的自信，且有身為4代瘋狂科學家亞格納斯（Agnus）的女兒的影子。
翠丝（Trish）
配音：溫迪‧李（美國）；田中敦子（日本）
「Devil May Cry」事務所的一員。
蕾蒂（Lady）
配音：凱特‧希金斯（美國）；折笠富美子（日本）
與「Devil May Cry」事務所合作的一員。
姬莉葉（Kyrie）
配音：史蒂芬妮‧謝（美國）；早見沙織（日本）
尼祿的戀人。本作中僅聲音登場。
J·D·莫里森（J. D. Morrison）
配音：喬伊‧凱門（美國）；大塚明夫（日本）
情報販子，一身紳士打扮。擔任V和但丁的仲介。

## 开发
《惡魔獵人5》是由從二代開始參與製作的伊津野英昭擔任總監，角色設計由吉川達哉擔任，而開發團隊採用的引擎則是《生化危机7》的RE引擎。他們的目标是打造出一个具有“照相写实主义”风格的遊戲。 
卡普空表示遊戲的發佈日期會在2019年4月前確定，此外製作人岡部真輝稱《惡魔獵人5》是“平成最后的、也是最强的动作游戏”。2018年8月21日，卡普空於Gamescom展示新的預告片並公布遊戲將於2019年3月8日推出。

## 音樂
本作的音樂由鈴木幸太、渥美格之進以及小池義規負責，遊戲的主題曲則找來凱西‧愛德華茲（Casey Edwards）、科迪·馬修·強森（Cody Matthew Johnson）、傑夫·羅納（Jeff Rona）還有hyde創作。
尼祿主題曲
《Devil Trigger》
作曲/編曲：凱西·愛德華茲（Casey Edwards）
歌：阿里·愛德華茲（Ali Edwards）
但丁戰鬥曲
《Subhuman》
作曲/編曲：科迪·馬修·強森（Cody Matthew Johnson）、艾迪·赫米達（Eddie Hermida）、馬克·希爾穆恩（Mark Heylmun）與悄聲終結樂團
歌：艾迪·赫米達
V戰鬥曲
《Crimson Cloud》
作曲/編曲：傑夫·羅納（Jeff Rona）
歌：瑞秋·范南（Rachel Fannan）
维吉尔戰鬥曲
《Bury the light》
作曲/編曲: 	Casey Edwards
歌：Victor Borba
日語主題曲
《MAD QUALIA》
歌：hyde

## 宣傳
為了宣傳遊戲，卡普空與凱旋機車、Neon Creations合作，推出了遊戲造型機車及遊戲招牌「Devil May Cry」的主題霓虹燈飾，同時也和手機遊戲《D×2 真・女神轉生 Liberation》推出合作活動。此外卡普空還推出前傳小說《Devil May Cry 5 －Before the Nightmare－》來介紹遊戲之前的故事內容。
遊戲於日本販售的特別版本還附贈三名主角的衣服，美國亞馬遜公司則收錄了房车模型。

## 相關商品

### 書籍
惡魔獵人5 -Before the Nightmare-
原作：卡普空，作者：森橋賓果，插畫：，出版：角川Sneaker文庫，出版日：2019年3月1日，ISBN：978-4041080924
描寫遊戲本篇開始前的時間點的小說。講述尼祿等人與新角色的相遇，並把前幾部遊戲出現的人物加入進來，試圖補完遊戲未說明的部分。
惡魔獵人5 官方藝術集
出版：角川（KADOKAWA），出版日：2019年4月26日、ISBN：978-4049123227

### 漫畫
惡魔獵人5 -Vision of V-
原作：卡普空，作畫：尾方富生
以遊戲本篇登場角色「V」的視角為主的改編漫畫，講述他如何與三隻魔獸相遇與訂下契約，以及遊戲中未說明的他的內心戲與成長歷程。

## 評價
《鬼泣5》在发售后获得了业界的高度好评；在娱乐评分综合网站Metacritic上，本作的PC版本基于16篇评价获得89分、PlayStation 4版本基于19篇评价获得86分、Xbox One版本則基于49篇评价获得88分。
IGN給予遊戲9.5分的評價，編輯米契爾·薩爾茲曼（Mitchell Saltzman）認為三位主角不但在劇情發展上取得平衡且發展有趣，出色的戰鬥風格為系列作創下的新的標竿。GameSpot表示遊戲引入的新機制確保了遊戲在戰鬥中的多样性和趣味性，但部分內容太過於迎合粉絲口味。

### 争议
在但丁戰鬥曲《Subhuman》釋出不久，就有粉絲對於歌手艾迪·赫米達的加入表示不滿，其原因在於艾迪·赫米達曾對未成年人性騷擾。之後卡普空作出回應，並把歌曲的主唱替換成麥可·巴爾（Michael Barr）。
《鬼泣5》在PlayStation 4上的亚洲版将中文游戏内容作为追加下载内容提供，但是游戏发售后有玩家发现要获得该中文翻譯必须使用一次性的兑换码，该方式手段的必要性受到了中文玩家的质疑，质疑受到不平等对待与歧视。

### 銷量
遊戲在英國的實體銷量與前作《DmC：惡魔獵人》大致相同，超過《冒險聖歌》成為當周英國銷售冠軍。而在日本。首周共售出116,202份。截止至3月，遊戲一共於全世界售出200萬套。

### 所獲獎項
| 年份 | 獎項         | 類別            | 獲提名        | 結果 | 來源          |
| ---- | ------------ | --------------- | ------------- | ---- | ------------- |
| 2018 | 日本遊戲大賞 | 未來部門        | 《惡魔獵人5》 | 獲獎 | [ 60 ] [ 61 ] |
| 2019 | 金摇杆奖     | 最佳视觉设计    | 《惡魔獵人5》 | 獲獎 | [ 62 ]        |
| 2019 | 游戏大奖     | 最佳动作游戏    | 《惡魔獵人5》 | 獲獎 | [ 63 ]        |
| 2019 | 游戏大奖     | 最佳音乐/原声带 | 《惡魔獵人5》 | 提名 | [ 63 ]        |

## 外部連結
- 官方网站：美國、日本、香港